# Acanthurinae

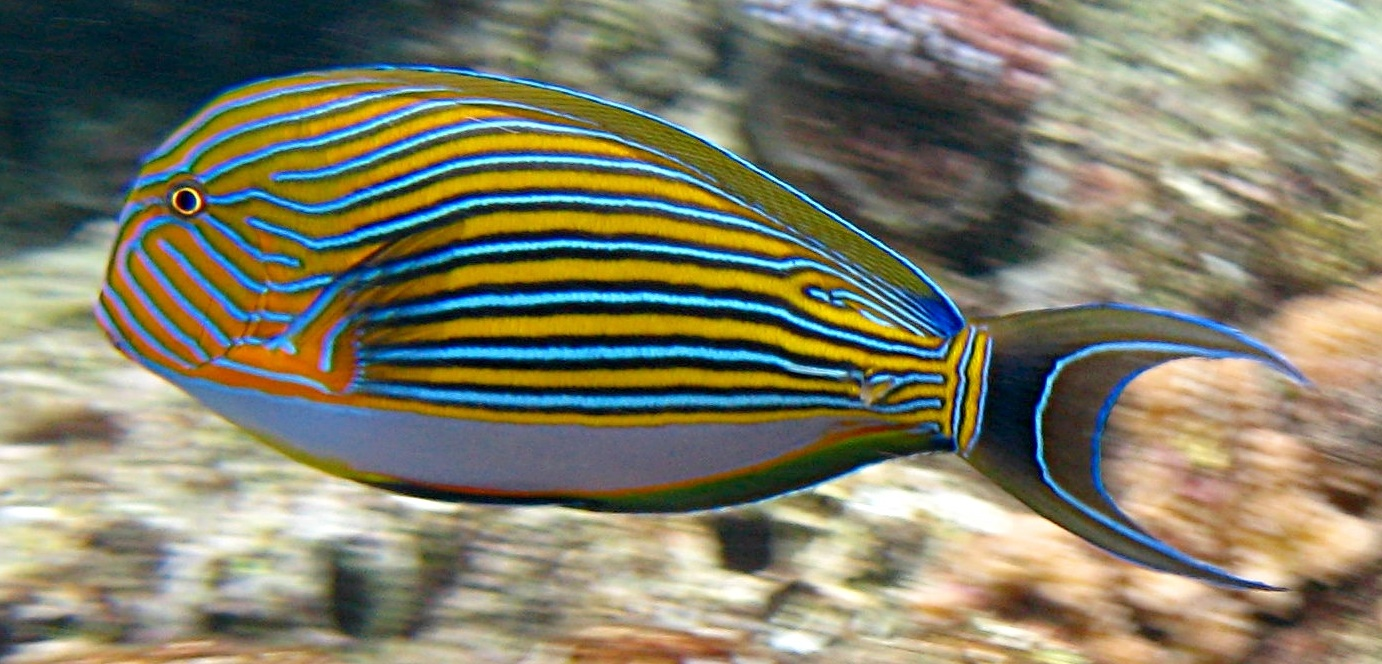
Acanthurus lineatus

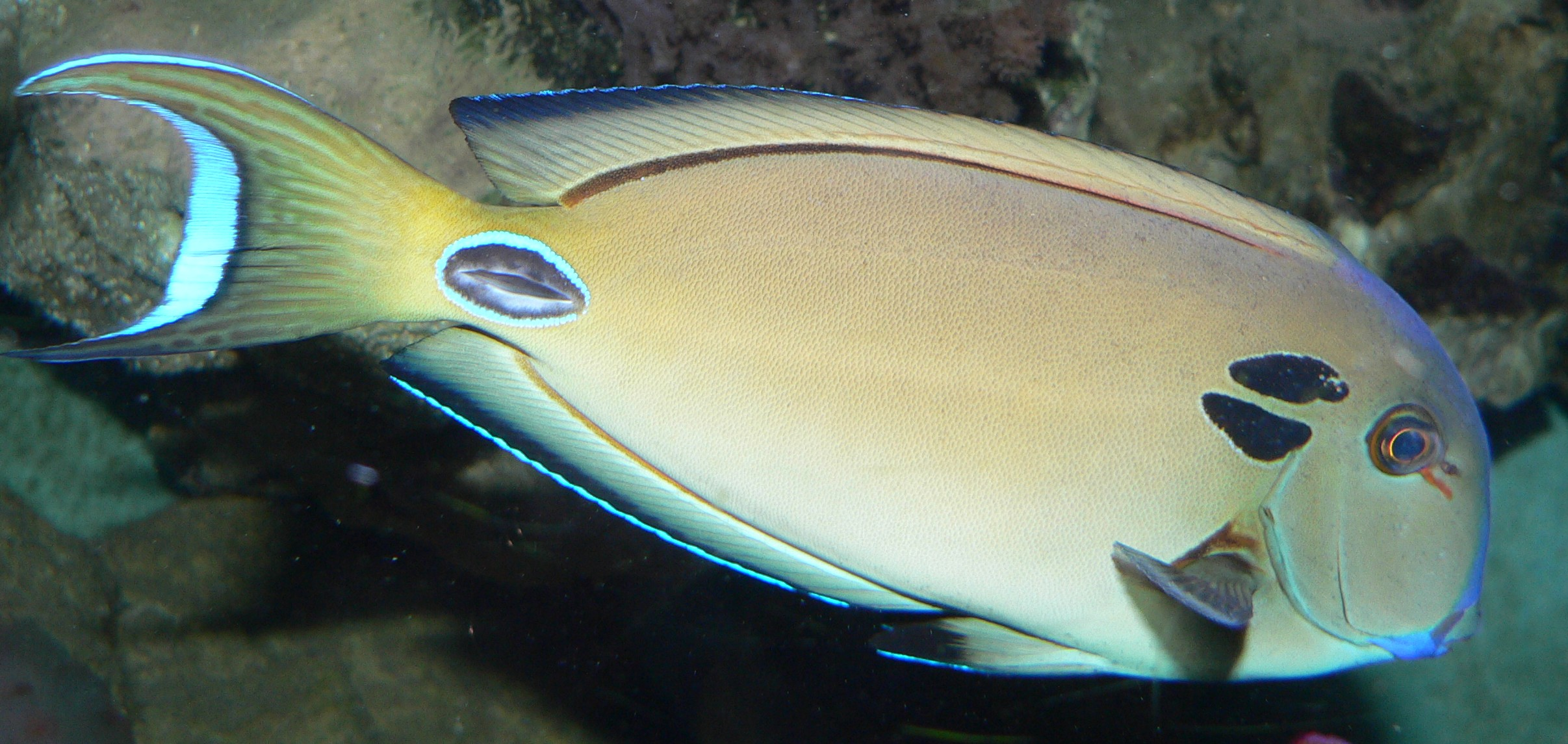
Acanthurus tennentii

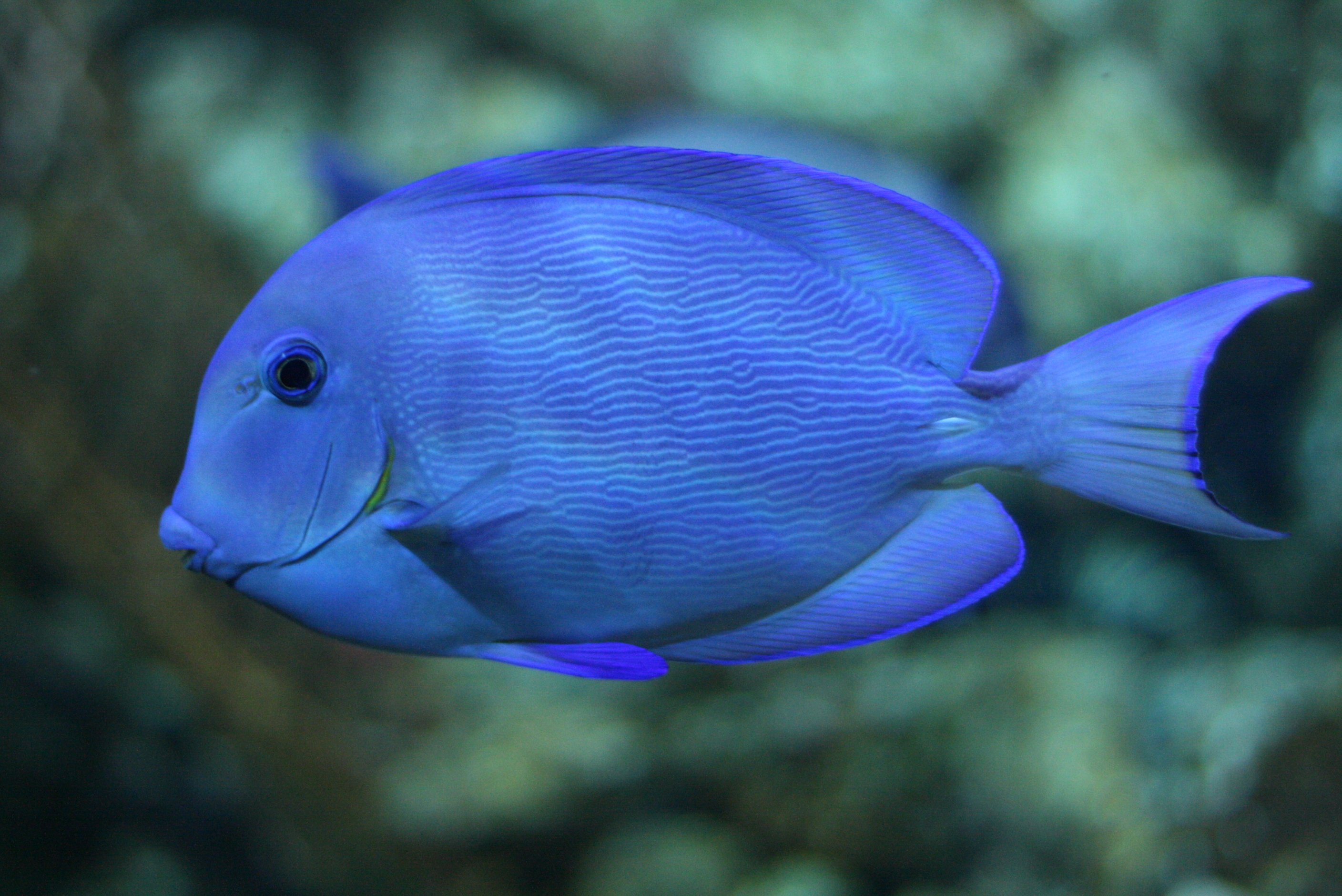
Acanthurus coeruleus

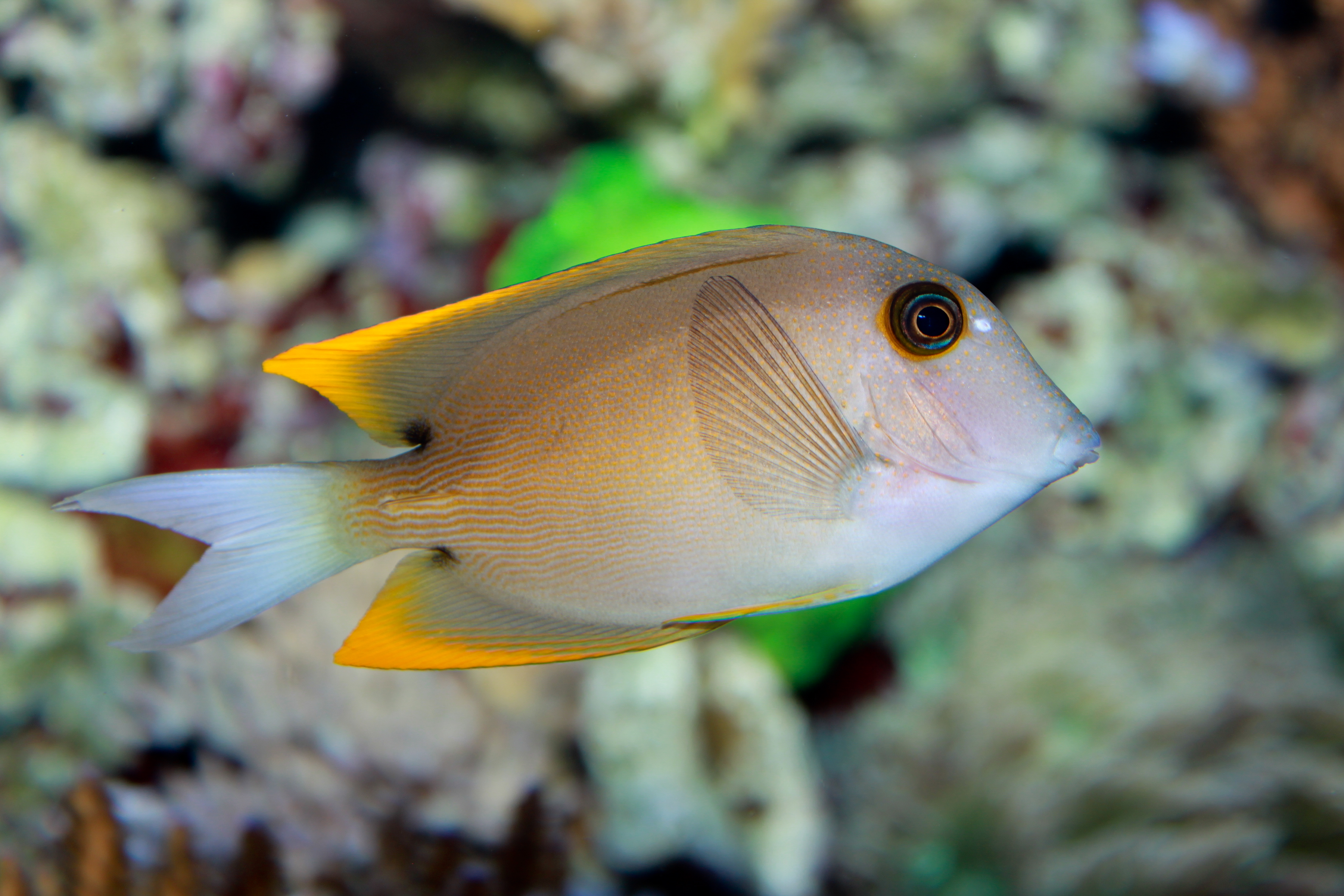
Ctenochaetus tominiensis

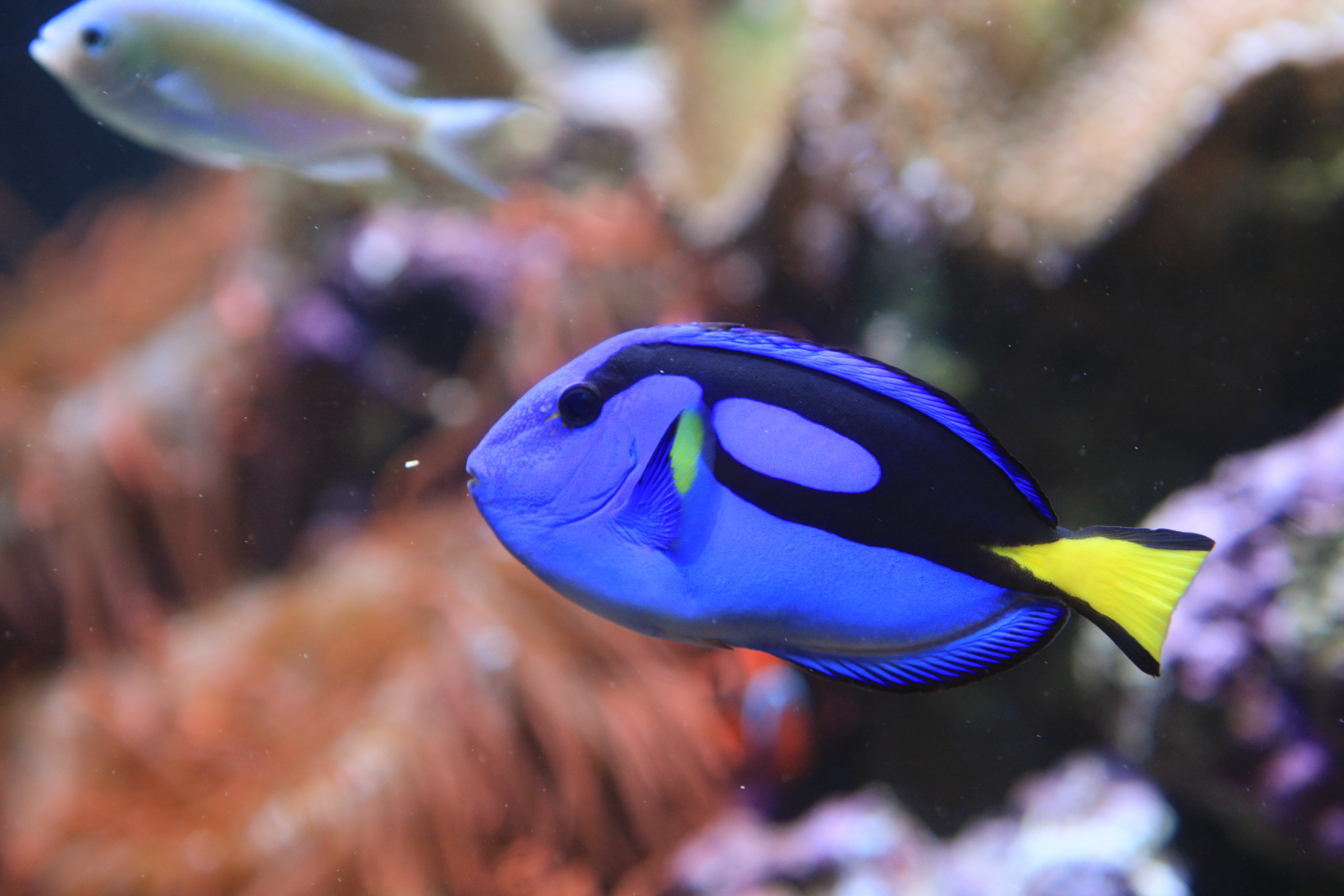
Paracanthurus hepatus

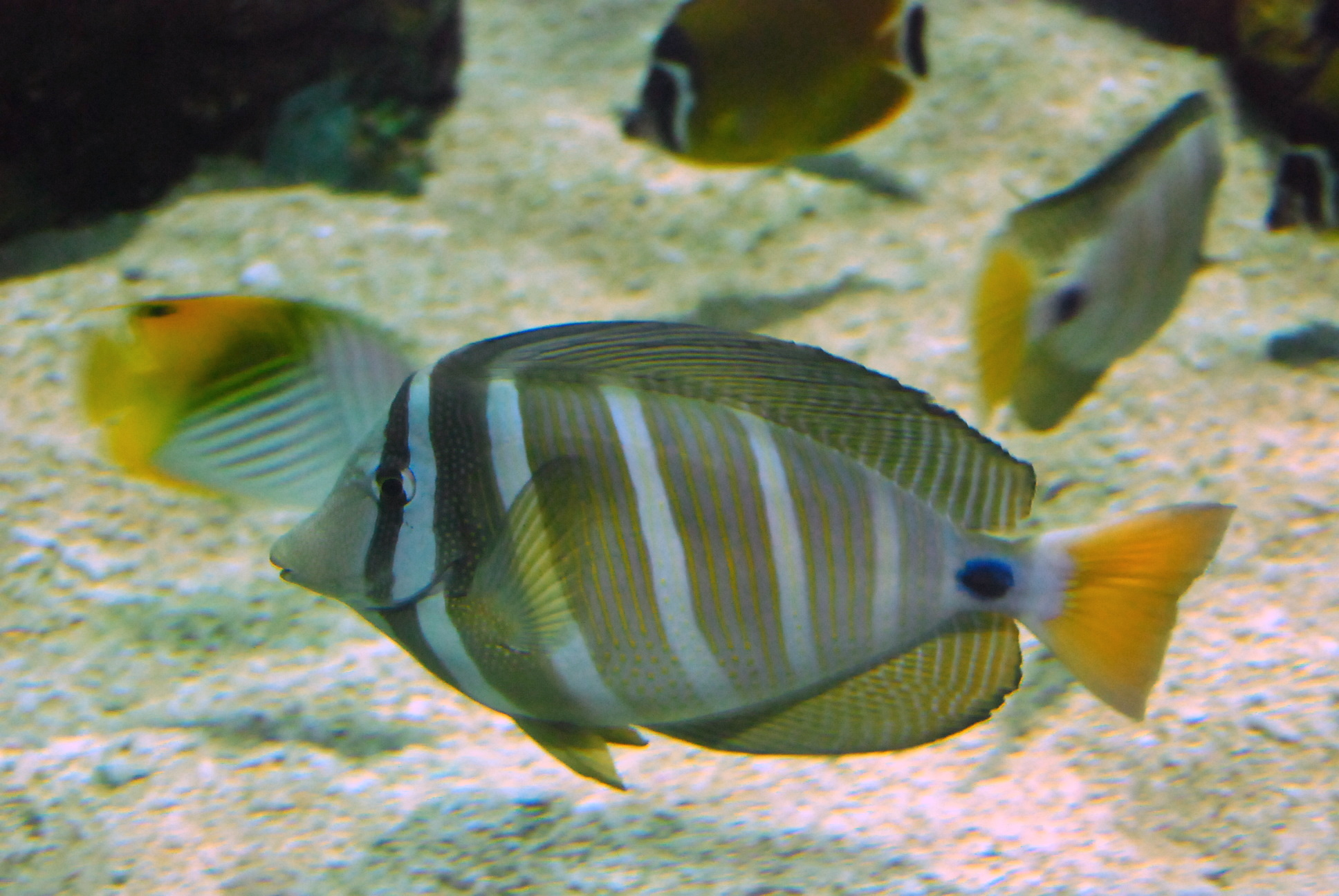
Zebrasoma veliferum

Acanthurinae è una sottofamiglia di pesci d'acqua salata della famiglia Acanthuridae, comprendenti 55 specie suddivisi in quattro generi.

## Descrizione
Tra le specie dei generi Acanthurus e Zebrasoma vi sono delle piccole differenze anatomiche: le prime presentano forma discoidale e coda a mezzaluna, le Zebrasoma invece hanno profilo ovaloide e muso sporgente.
Gli avannotti sono trasparenti e presentano 13 aculei veleniferi sulla pinna dorsale. La livrea e l'aspetto adulto muta quando l'esemplare assume le dimensioni di circa 10 cm.
La livrea è molto varia da specie a specie, ma solitamente è vivace e ben visibile.

### Arma di difesa
Come tutte le specie della famiglia Acanthuridae, presentano uno stiletto osseo retrattile sul peduncolo caudale, estremamente affilato (come un bisturi) ed utilizzato come strumento di estrema difesa: queste lame a mezzaluna vengono infatti erette soprattutto a scopo dimostrativo. Per esaltarne l'importanza molte specie presentano vistose colorazioni aposematiche nel peduncolo caudale (o addirittura direttamente il bisturi colorato).

## Specie
- Acanthurus achilles
- Acanthurus albimento
- Acanthurus albipectoralis
- Acanthurus auranticavus
- Acanthurus bahianus
- Acanthurus bariene
- Acanthurus blochii
- Acanthurus chirurgus
- Acanthurus chronixis
- Acanthurus coeruleus
- Acanthurus dussumieri
- Acanthurus fowleri
- Acanthurus gahhm
- Acanthurus grammoptilus
- Acanthurus guttatus
- Acanthurus japonicus
- Acanthurus leucocheilus
- Acanthurus leucopareius
- Acanthurus leucosternon
- Acanthurus lineatus
- Acanthurus maculiceps
- Acanthurus mata
- Acanthurus monroviae
- Acanthurus nigricans
- Acanthurus nigricauda
- Acanthurus nigrofuscus
- Acanthurus nigroris
- Acanthurus nubilus
- Acanthurus olivaceus
- Acanthurus polyzona
- Acanthurus pyroferus
- Acanthurus randalli
- Acanthurus reversus
- Acanthurus sohal
- Acanthurus tennentii
- Acanthurus thompsoni
- Acanthurus tractus
- Acanthurus triostegus
- Acanthurus tristis
- Acanthurus xanthopterus
- Ctenochaetus binotatus
- Ctenochaetus cyanocheilus
- Ctenochaetus flavicauda
- Ctenochaetus hawaiiensis
- Ctenochaetus marginatus
- Ctenochaetus striatus
- Ctenochaetus strigosus
- Ctenochaetus tominiensis
- Ctenochaetus truncatus
- Paracanthurus hepatus
- Zebrasoma desjardinii
- Zebrasoma flavescens
- Zebrasoma gemmatum
- Zebrasoma rostratum
- Zebrasoma scopas
- Zebrasoma veliferum
- Zebrasoma xanthurum[1]